# John Van Voorhis

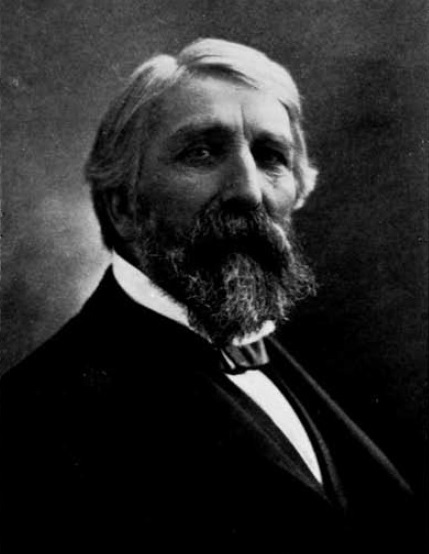
John Van Voorhis

John Van Voorhis (* 22. Oktober 1826 in Decatur, Otsego County, New York; † 20. Oktober 1905 in Rochester, New York) war ein US-amerikanischer Politiker. Zwischen 1879 und 1883 sowie nochmals von 1893 bis 1895 vertrat er den Bundesstaat New York im US-Repräsentantenhaus.

## Werdegang
John Van Voorhis genoss eine akademische Ausbildung. Nach einem Jurastudium und seiner 1851 erfolgten Zulassung als Rechtsanwalt begann er in Elmira in diesem Beruf zu arbeiten. Im Jahr 1857 wurde er Mitglied im dortigen Bildungsausschuss; 1859 wurde er juristischer Vertreter dieser Stadt. Zwischen September 1862 und März 1863 leitete er den 28. Finanzbezirk seines Staates. Politisch war er Mitglied der 1854 gegründeten Republikanischen Partei. Im Juni 1864 nahm er als Delegierter an der Republican National Convention in Baltimore teil, auf der Präsident Abraham Lincoln zur Wiederwahl nominiert wurde.
Bei den Kongresswahlen des Jahres 1878 wurde Van Voorhis im 30. Wahlbezirk von New York in das US-Repräsentantenhaus in Washington, D.C. gewählt, wo er am 4. März 1879 die Nachfolge des Demokraten Elizur K. Hart antrat. Nach einer Wiederwahl konnte er bis zum 3. März 1883 zunächst zwei Legislaturperioden im Kongress absolvieren. Ab 1881 war er Vorsitzender des Bergbauausschusses. Im Jahr 1882 wurde er nicht wiedergewählt.
Nach dem vorläufigen Ende seiner Zeit im US-Repräsentantenhaus praktizierte Van Voorhis als Anwalt in Rochester. Bei den Wahlen des Jahres 1892 wurde er im 31. Distrikt seines Staates erneut in den Kongress gewählt, wo er zwischen dem 4. März 1893 und dem 3. März 1895 eine weitere Legislaturperiode verbringen konnte. Im Jahr 1894 wurde er von seiner Partei nicht mehr zur Wiederwahl nominiert. Nach seinem endgültigen Ausscheiden aus dem Kongress war er wieder als Rechtsanwalt tätig. John Van Voorhis starb am 20. Oktober 1905 in Rochester, wo er auch beigesetzt wurde.